# 蘇禹珪
苏禹珪（895年—956年），字玄锡，高密县人，五代十国后漢、后周大臣。
苏禹珪进士出身，在后晋官至户部郎中，后汉高祖时为中书侍郎同中书门下平章事。后加尚书右仆射，集贤殿大学士。后汉高祖临终命他为托孤大臣，辅佐汉隐帝刘承祐。后周建立后仍为同平章事，加守司空，封莒国公。

## 延伸阅读
[在维基数据编辑]
 在维基文库阅读此作者作品
 《舊五代史/卷127》，出自薛居正《舊五代史》